# Yume Nikki
A Yume Nikki (ゆめにっき Jume Nikki, „Álomnapló”) egy 2004-ben megjelent független fejlesztésű videójáték, melyet egy Kikiyama álnevet használó programozó készített. A Yume Nikki az RPG Maker 2003 programmal készült, ám sok kortársával ellentétben nem szerep-, hanem kalandjáték. A történet középpontjában az álomvilág felfedezése áll, főszereplője pedig egy fiatal hikikomori lány, Madocuki. A játék nem rendelkezik lineáris történettel. Feladatunk meghatározott számú „effekt” összegyűjtése, melyek különböző képességekkel ruházzák fel Madocukit.
Bár a játék első verziója 2004 óta elérhető, nemzetközi hírnevet csak az angol nyelvű rajongói fordítás után szerzett magának. A fejlesztő 2007-ig frissítette a programot, és folyamatosan javította a felbukkanó bugokat és egyéb hibákat. A Yume Nikki hivatalos formában, hivatalos angol nyelvű fordítással 2018-ban jelent meg a Playist kiadó jóvoltából a Steamen, ahol ingyenesen letölthető. Ugyanebben az évben egy 3D-s remake is készült a játékból Yume Nikki: Dream Diary címen. Ez utóbbi játékmenete sokban eltér az eredetitől. Felfedezős kalandjáték helyett inkább platformjáték és túlélőhorror elemeket vegyít.
A Yume Nikki egyike lett a világ legmeghatározóbb indie videójátékainak, és számtalan rajongói, valamint a koncepcióján alapuló független fejlesztésű játékot ihletett. Ezek közül a legismertebbek a .flow, a Jume Nissi, a Jume Graffiti, az LCDDEM és a Jume 2kki. A Yume Nikkit adaptálták manga és light novel formában is.

## Játékmenet
A játékos Madocukit irányítja, egy hikikomori lányt, aki nem hajlandó elhagyni a lakását. Ébren a játékos Madocuki lakását és az erkélyt tudja bejárni, illetve elütheti az időt a lány játékkonzolján játszható NASU című programmal. Menteni is csak éber állapotban lehet Madocuki íróasztalánál. Ahhoz, hogy az álomvilágba átléphessen, először be kell feküdnie az ágyba, majd három másodperc elteltével fel kell ébrednie. Ezt követően Madocuki már elhagyhatja a lakást.
A lakás elhagyása után Madocuki egy köztesvilágba, az ún. Nexusba, avagy az ajtók alkotta terembe jut. Ezeken az ajtókon keresztül nyerhet belépést tizenkét világba, melyek mindegyikét áthatja a szürrealizmus, kisebb-nagyobb mennyiségben. Ezekből a játékos további világokba is át tud jutni, melyekbe az ajtókon keresztül nem lehet elutazni. A játékos a megnyugtató erdő- és hóborította tájak mellett eljuthat horrorisztikus helyszínekre is, vagy futhat bele a nyugalom megzavarására alkalmas szereplőkbe és helyzetekbe. Bár a Yume Nikkiben nincs game over, Madocukit elfoghatják az itt-ott felbukkanó toriningenek („madáremberek”), akik egy cellához hasonló helységbe zárják. Onnan csak az ébresztés funkció segítségével szabadulhat, melyhez a billentyűzeten az alfanumerikus blokk 9-es gombját kell lenyomnia. Így térhet vissza Madocuki a valóságba, és mentheti el az állást a játékos. Ez utóbbi funkció használatos akkor is, ha a játékos eltéved az álomvilágban, vagy másfajta csapdába esik.
A Yume Nikkinek nincs lineáris története. A játékban az a feladatunk, hogy összegyűjtsünk huszonnégy „effekt”-et, melyek Madocuki különleges képességeiként szolgálnak az álomvilágban. Némely effekt az előrejutás szempontjából hasznos (kerékpár, lámpás, stoplámpa, törpe, lélek fejpánt), mások csak egy-két ponton segítik Madocukit (macska, kés, szemtenyér, boszorkány, kakihaj, hóhölgy, béka) a többi pedig pusztán a külsejét változtatja meg. Az effektek egy része könnyen megtalálható, míg másokat nem játékos karakterektől gyűjthetjük be, vagy rejtett helyszíneken lelhetünk rájuk. A Yume Nikki a játékos felfedezőkedvére épít, a befejezés után pedig a játékosra bízza a lezárás értelmezését.

## Külső hivatkozások
- Hivatalos weboldal (japánul)
- Kikiyama oldala (japánul)
- Yume Nikki: Dream Diary hivatalos weboldal